# Sexy Bitch
"Sexy Bitch" (também conhecido como "Sexy Chick" na versão censurada) é uma canção do disc jockey (DJ) francês David Guetta, gravada para seu quarto álbum de estúdio One Love (2009). Possui a participação do rapper e cantor norte-americano Akon e foi lançado originalmente em 24 de julho de 2009 pelo mundo, e mais tarde, em 28 de julho de 2009 nos Estados Unidos. A canção utiliza melodia inspirada no hit "Tainted Love", que tornou-se popular pela dupla Soft Cell, alcançando a primeira posição em treze paradas diferentes até agora. Além disso, a canção aparace no jogo musical DJ Hero, como parte de conteúdo de download.

## Antecedentes
Depois de um concerto na Inglaterra, em que David Guetta executou o seu single "When Love Takes Over", ele foi elaborado por Akon, que mostrou interesse em colaborar. Embora Akon tenha sido obrigado a partir em um voo às 6:00 na manhã seguinte, Guetta convenceu-o a trabalhar durante a noite na canção em um estúdio próximo.

## Recepção da crítica
"Sexy Bitch" foi elogiado pela Entertainment Weekly, dizendo "uma batida de clube em um congestionamento com a estrela R&B Akon". A canção foi elogiada por Michael Menachem da Billboard, dizendo: "Não se surpreenda se esta canção assume 'dance floors' quando o verão termina". A Digital Spy deu 3/5 estrelas, criticando a letra embora admitindo que "as batidas e o grande velho gancho foi o suficiente para fazer a música tolerável".

## Vídeo da música
O vídeo foi dirigido por Stephen Schuster. O vídeo começa com um avião pousando e garotas de biquínis são vistas se bronzeando e nadando. A câmera muda para Akon, que acorda e encontra fotos da festa de piscina de David Guetta. Ele então, descobre uma nota escrita com batom em seu espelho escrito "me encontre na festa de piscina", contudo, com uma outra foto. Como a festa começa a festa começa, as pessoas entram; um grupo de adolescentes não são permitidos, porém, eles utilizam vários meios para entrarem. A imagem muda para Akon novamente, que é mostrado cantando de baixo d'água. A câmrea mostra o encontro de Guetta e Akon, que até então, pega Guetta e se joga na piscina juntos. A festa continua com Akon empurrando mais pessoas, as garotas dançam; Akon e Guetta são mostrados para se ter uma luta de água. A cena então pula para um clube que se chama "Fuck Me, I'm Famous", onde David Guetta está realizando um concerto com o DJ Tocadisco, e Akon está andando pelos fundos, onde conhece algumas garotas. Akon então chega e executa "Sexy Bitch" no concerto. Uma luz ilumina um homem em azul e aparece em verde. Mulheres são mostradas dançando e Akon faz um surf em frente à multidão antes que o vídeo termine. No final, Akon é visto dormindo na cama acordando com fotos, mas volta a dormir.
O vídeo foi filmado em Ibiza, Barcelona, Espanha, e Swindon, Inglaterra em torno de 27 de julho de 2009.
Uma versão alternativa para uma versão censurada da música (Sexy Chick) retrara duas mulheres no quarto de Akon; uma tirando fotos polaroid da outra. Elas até tiram fotos de si mesmos na cama com Akon, enquanto ele dorme. Akon está coberto de fotos pela cama, e como as mulheres saíram, um dos mais fortemente fotografado, é a escrita com batom no espelho do banheiro: "Encontre-me na festa da piscina". Ela atribuiu outra foto e deixa uma impressão de seus lábios com batom no espelho antes que ela vá para a festa na piscina. Akon então acorda. O restante do vídeo é muito parecido com a outra versão, com algumas cenas cortadas ou adicionadas na festa da piscina do clube. Por exemplo, a cena cantando de baixo d'água é omitida.